# Café Hartmann

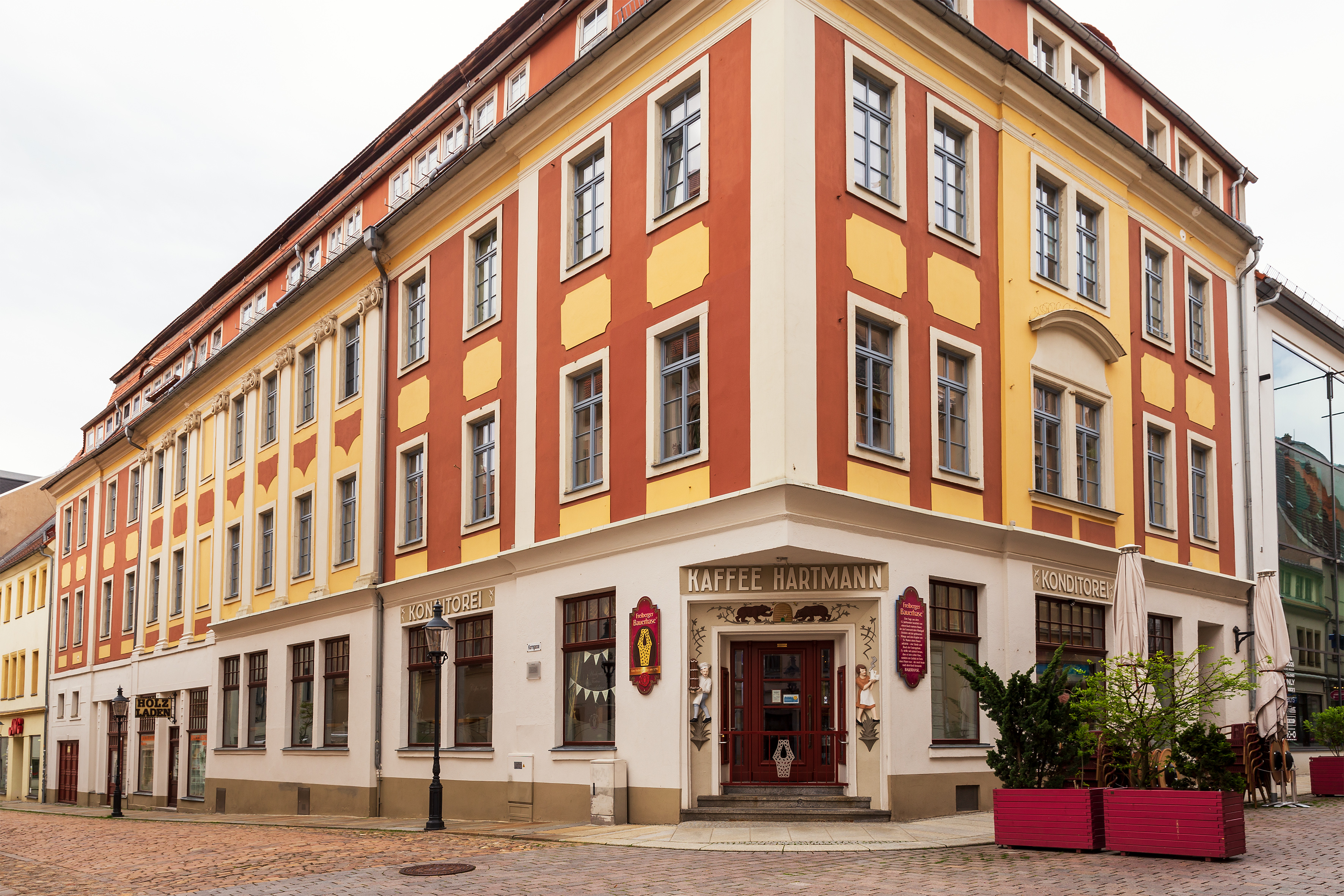
Gebäude Petersstraße 1a

Das Barockhaus mit der ortsüblichen Bezeichnung Café Hartmann ist ein denkmalgeschütztes Gebäude. Es befindet sich in der Petersstraße 1a in Freiberg.

## Geschichte

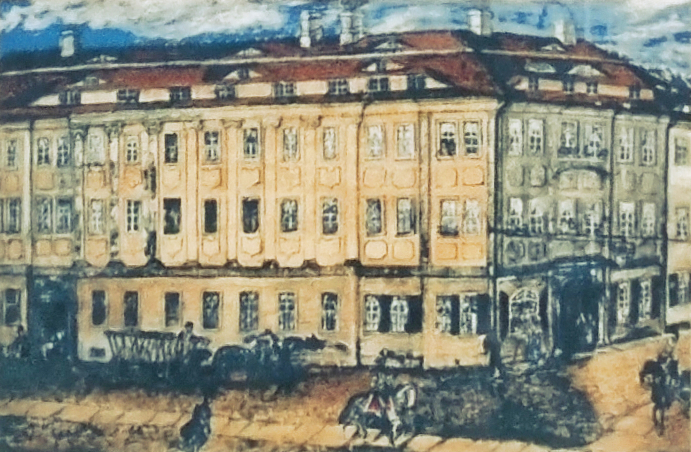
Pastellzeichnung aus dem 19. Jahrhundert

Das Grundstück gehörte ursprünglich zu dem Oberhof, einem Freihof, dessen Entstehung bis auf die Stadtgründung zurückreichte. Nach wechselnden Besitzverhältnissen baute Jacob Graert 1710, das im 18. Jahrhundert bedeutendste Gebäude der Stadt. 1864 erfolgten erste Ladeneinbauten. 1911 kaufte Kurt Hartmann das Gebäude gründete ein Café im Wiener Stil, welches im Erdgeschoss eingerichtet wurde. 1925/1926 wurde das Café und der Eingangsbereich in dem damaligen modernen Stil umgestaltet. Dabei erhielt das Gebäude auch die bemerkenswerte expressionistische, heute erhaltene Innenausstattung im Art déco und das gestalterisch hervorgehobene Portal des Cafés.
Das Haus wurde in der Zeit von 2014 bis 2016 fast komplett saniert. Dabei wurden neue Wohneinheiten eingebaut und das Haus auf den aktuellen energetischen  und brandschutztechnischen Zustand gebracht.
Bemerkenswert ist der Zufallsfund bei den letzten umfassenden Straßenarbeiten. Alte, hölzerne Wasserleitungen konnten durch Bernd Hartmann vor der Entsorgung gerettet werden. Diese sind heute im Treppenhaus ausgestellt.

## Beschreibung
Das Haus ist ein ortsbildprägender und zudem sehr repräsentativer, viergeschossiger Barockbau in Ecklage, mit zeittypischer Fassadengliederung und Mansarddach. Es ist von baugeschichtlicher, künstlerischer und singulärer Bedeutung und ist seit 2019 zugehörig zur Kernzone des UNESCO-Welterbes Montanregion Erzgebirge/Krušnohoří. Das zur Korngasse 15 und zur Petersstraße sechsachsige Eckgebäude besitzt an der Korngasse einen siebenachsigen und an der Petersstraße einen zweiachsigen Mittelrisalit. Die Obergeschosse des Risalits an der Korngasse sind durch Pilaster mit kräftigen Kapitellen und die anderen Wandflächen mit jeweils aufgeputzten Lisenen und Spiegeln gegliedert. Im Risalit zur Petersstraße befindet sich über den gekuppelten Fenstern des ersten Obergeschosses eine geschwungene Verdachung. Das Gebäude trägt ein hohes Mansarddach mit übereinanderliegenden Dachhechten und Fledermausgaupen.

## Café
Das Café ist die älteste Tortenmanufaktur mit Konditorei und Kaffeehaus der Stadt Freiberg. Es wird heute als Familienbetrieb in der vierten Generation betrieben. Besondere Berühmtheit erhielt das Café, als der Inhaber des Cafés nach der Wende als letzter örtlicher Hersteller den Freiberger Bauerhasen als Marke registrieren ließ, um damit die Sage nicht in Vergessenheit geraten zu lassen. Heute vertreibt das Café die ungewöhnliche Spezialität.

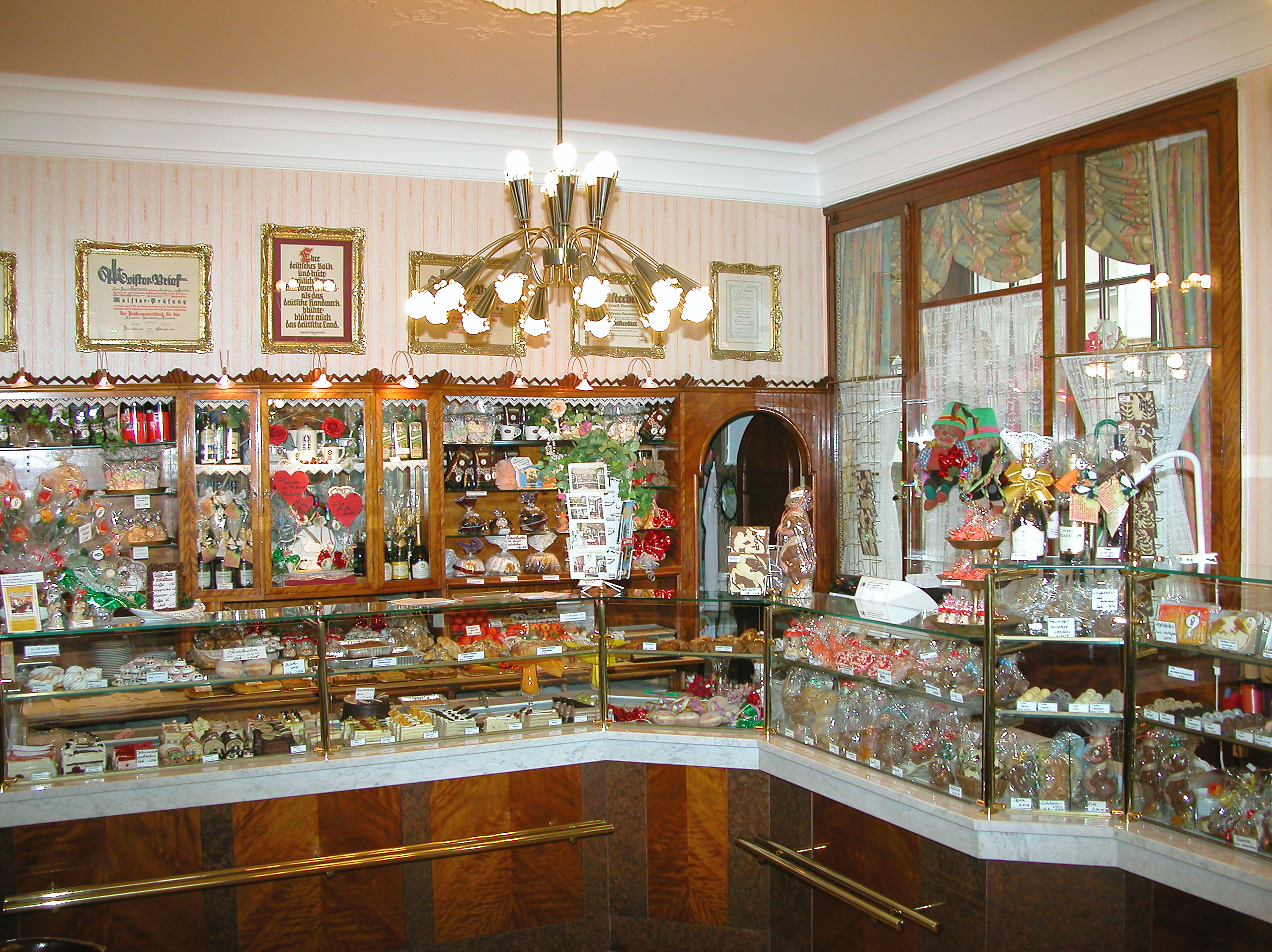
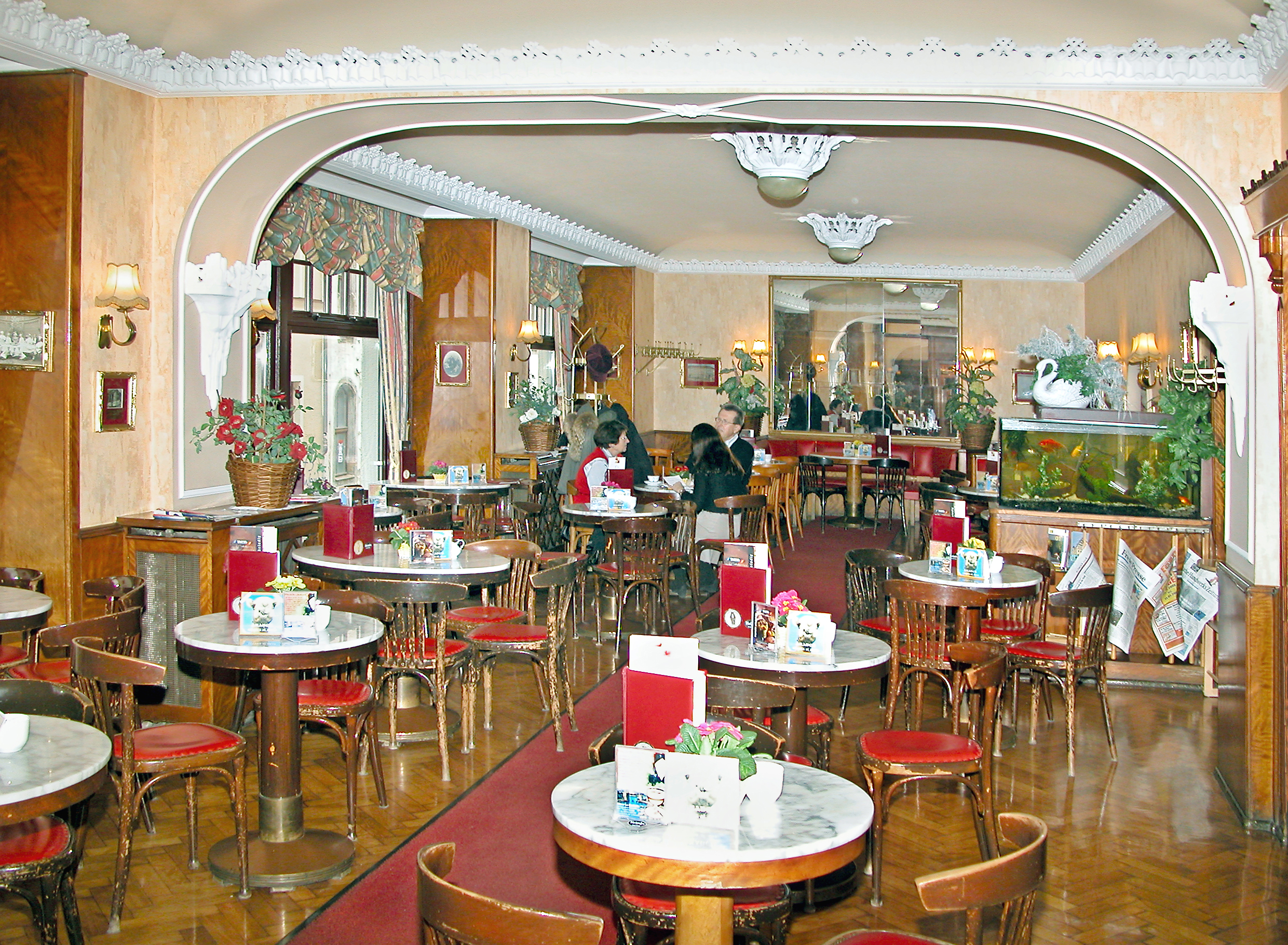